# HMS Hampton Court (1678)
La HMS Hampton Court era un vascello di terza classe, da 70 cannoni della Royal Navy, costruita dai Deptford Dockyard, e varata nel luglio 1678, secondo il programma di costruzione del 1677. È il primo vascello della Royal Navy di una serie di due a portare il nome Hampton Court.

## Storia

### Dal 1678 al 1699
Entrò in servizio il 9 maggio 1678 sotto il comando del capitano John Kirke fino al 17 maggio 1678 per il trasporto a Chatham, dove passò i successivi dieci anni.
Svolse un incarico attivo per la guerra di successione inglese, partecipando alle battaglie di Beachy Head e Barfleur. Fu ricostruita a Blackwall nel 1699/1701. Durante la guerra di successione spagnola prestò servizio principalmente nel Mediterraneo. Il capitano John Layton mantenne il comando dal 1690 fino alla sua morte, avvenuta il 2 gennaio 1691. Partecipò alla battaglia di Beachy Head il 30 maggio 1690. Dal 1691 al 1694 fu sotto il comando del capitano John Graydon. Combatté nella Battaglia di Barfleur-La Hogue tra il 19 e il 22 giugno 1692. Il capitano Henry Robinson era al comando durante la stagione 1696/97 navigando con la flotta. Sarebbe stata ricostruita a Blackwall nel 1699/1701.
La HMS Hampton Court fu insignita degli onori per la Battaglia di Barfleur-La Hogue nel 1692 e per la Marbella nel 1705.

### La ricostruzione
Il 27 settembre 1699 la HMS Hampton Court fu avviata alla ricostruzione sotto contratto stipulato con Henry Johnson di Blackwall. Fu varata/completata nel 1701. Probabilmente mantenne invariato il suo numero di cannoni anche se non è chiaro se l'armamento sia stato modificato.

### Dal 1702 al 1707
Nel 1702 fu assegnata al comando del capitano Charles Wager fino al 1706. Nel luglio 1702 scortò un convoglio nel Mare del Nord. In ottobre era con la flotta dell'ammiraglio Sir Cloudisley Shovell con cui nel 1703 si recò nel Mediterraneo. Il 10 marzo 1705 partecipò alla battaglia di Marbella nella flotta al comando del viceammiraglio John Leake. che segnò l'ultimo tentativo da parte dei francesi di catturare Gibilterra dagli inglesi. L'ammiraglio Leake ottenne una schiacciante vittoria sui francesi poiché tutte e cinque le navi della linea furono catturate o distrutte.
Più tardi, nel 1705, fu distaccata allo squadrone del contrammiraglio Thomas Dilke, pur rimanendo nel Mediterraneo. Nel 1707 era sotto il comando del capitano George Clements a Barcellona, in Spagna.

### La cattura
Nell'A
azione del 2 maggio 1707 l'HMS Hampton Court fu catturata dai francesi e, ribattezzata Capitaine, fu incorporata nella Marine royale per quattro anni, poi fu venduta agli spagnoli nel 1712.
Ridenominata Nuestra Señora del Carmen y San Antonio, la nave incontrò la sua fine come nave ammiraglia della sfortunata Flotta delle Indie del 1715 che fu distrutta da un uragano sulla costa della Florida.